# Харенкарспел
Харенкарспел (англ. Harenkarspel) — колишній муніципалітет у Нідерландах, у провінції Північна Голландія та регіоні Західна Фризія. Головним містом Харенкарспела був Туйтєнгорн. У 2013 році Харенкарспел об'єднався з Шагеном і Зійпе в новий муніципалітет, який отримав назву Шаген.

## Населені пункти
Колишній муніципалітет Гаренкарспел складався з таких сіл: Дірксхорн, Енігенбург, Гроенвельд, Кальвердайк, Керкбурт, Краббендам, 'т-Рійп'є, Шорлдам (частково), Сінт-Мартен, Строт, Туйтєнгорн, Валккоог, Ваарланд і Варменхойзен. Найбільшими містами були Варменхейзен і Туйтєнгорн. Ратуша Харенкарспеля була розташована в Туйтєнгорні.

## Місцевий уряд
Муніципальна рада Харенкарспеля складалася з 17 місць, які були розподілені таким чином:
- Християнсько-демократичний заклик — 6 місць
- Партія праці — 4 місця
- Algemeen Belang '89 — 4 місця
- Народна партія за свободу і демократію — 3 місця